# Anthonympha devota
Anthonympha devota är en fjärilsart som beskrevs av Edward Meyrick 1913. Anthonympha devota ingår i släktet Anthonympha och familjen Plutellidae. Inga underarter finns listade i Catalogue of Life.